# Ostrov Starokadomského
Ostrov Starokadomského (rusky Остров Старокадомского, Ostrov Starokadomskogo) je ostrov v moři Laptěvů v souostroví Severní země. Administrativně patří do ruského Krasnojarského kraje. Nejvyšší bod leží v 41 metrech a celková rozloha je 110 km².

## Zeměpis
Ostrov Starokadomského se nachází na jihovýchodě souostroví, mezi ostrovem Bolševik a ostrovem Malý Tajmyr.
Geograficky je ostrov rozdělen na dvě části, které jsou spojeny relativně úzkou šíjí. Jihozápadní část je kopcovitá, dosahuje výšek od 20 do 41 metrů, je zde mnoho potoků a jezer. Severovýchodní část je nižší, dosahuje výšek od 2 do 9 metrů a většinou je pokryta bažinami, je tu jen velmi málo vodních toků a jezer.
Největšími ostrovními jezery jsou Osamělé jezero a Pozoruhodné jezero. První z nich se nachází téměř uprostřed severovýchodní části, druhá na západním pobřeží jihozápadní části.
Ostrov je omýván mořem Laptěvů, má dvě velké zátoky: Jakovkinovu zátoku a Zátoku pochybností.
Nejjižnější částí ostrova je Věčný mys, nejsevernějším bodem je mys Majskij a nejzápadnějším je Konečný mys.

## Flóra a fauna
Většina ostrova je pokryta ledem, z vegetace tak zde jsou pouze mechy a lišejníky. V létě na ostrově hnízdí ptáci. Ze zvířat zde žije především lední medvěd a mrož lední (Odobenus rosmarus).

## Historie
V roce 1913 dosáhly ledoborce Tajmyr a Vajgač pod velením Borise Vilkického severovýchodního pobřeží Severní země. Dne 8. září 1913, během pěšího průzkumu Malého Tajmyru, uviděl lékař expedice Leonid Michajlovič Starokadomskij jako první na obzoru pobřeží dalšího ostrova. Tento ostrov byl po něm pojmenován. Vilkického tým, ale neměl čas na ostrově přistát, první, kdo tak učinil, byli až členové expedice norského průzkumníka Roalda Amundsena v roce 1919.
První přesná mapa ostrova byla sestavena v letech 1930–1932.

## Populace a osídlení
Ostrov nemá žádnou lidskou populaci, nejsou zde ani žádné budovy a nekotví zde ani žádné lodě, které jen proplouvají Vilkického průlivem.